# Министерство иностранных дел Республики Косово
Министе́рство иностра́нных дел и диаспоры Респу́блики Ко́сово (алб. Ministria e Punëve të Jashtme dhe Diasporës e Republikës së Kosovës, серб. Министарство иностраних послова Републике Косово) — государственный орган исполнительной власти частично признанной Республики Косово, отвечающий за внешние связи и приём Косова в Европейский Союз.

## Цели
- Развитие хороших отношений со всеми соседями.
- Реализация пакета президента Ахтисаари.
- Ускорение процесса международного признания независимого и суверенного государства Косово.
- Завершение структуры полностью функционального Министерства иностранных дел Республики Косово.
- Создание и совершенствование дипломатических служб, посольств и консульских подразделений, основных центров и организаций в мире, в соответствии с приоритетами, установленными Правительством Республики Косово и в соответствии с Законом о Министерстве иностранных дел и дипломатических услуг Косова, на основе решений и координации действий между президентом, премьер-министром, министром иностранных дел и Ассамблеи.
- Полное членство страны в ключевых организациях, международных и региональных финансовых учреждениях в соответствии с приоритетами, такими как Международный валютный фонд, Всемирный банк и т. д.; проводить дипломатическую кампанию по вступлению Косова в ООН, ОБСЕ, ЕС в срочном порядке.
- Создание кадров и условий для тесного сотрудничества как с соседними странами, так и на региональном уровне, в областях взаимных интересов.
- Содействие политическим и экономическим интересам Правительства Республики Косово.
- Привлечение иностранных инвестиций.
- Защита интересов граждан Косова за рубежом.
- Подтверждение идентичности Косова.